# Иван Станков (литератор)
Вижте пояснителната страница за други личности с името Иван Станков.
Иван Герасимов Станков е писател, литературен историк, преводач на съвременна румънска литература и професор по история на българската литература във Великотърновския университет „Св. св. Кирил и Методий“.

## Биография
Иван Станков е роден на 30 ноември 1956 г. в с. Гомотарци, Видинско. Завършва Българска филология във Великотърновския университет „Св. св. Кирил и Методий“ (1983). Две години работи като учител, а през 1985 г. печели асистентски конкурс в катедра Българска литература на ВТУ „Св. св. Кирил и Методий“, където преподава и до днес. През 1995 г. защитава докторска дисертация на тема „Разказът за деца и юноши в периода между двете световни войни“, а през 2010 г. и втора, голяма дисертация на тема „Васил Попов в идейно-естетическия контекст на своето време. Аспекти на релативизма и полифонизма“, с която придобива научната степен „доктор на филологическите науки“. Доцент по българска литература (след Първата световна война) (2002). Професор по Българска литература след Втората световна война (2012). Лектор по български език и литература в Букурещкия университет (2010 – 2012).
Автор е на 6 литературоведски книги, публикувал е десетки статии в научни сборници и филологически периодични издания. Обект на литературоведските му изследвания са българските автори от Христо Ботев през творците от началото на ХХ век и следвоенните поколения до множество съвременни писатели.

## Отличия и награди
През 2015 г. книгата му „Спомени за вода“ получава втора награда в категория „Проза“ на ежегодния конкурс на портал „Култура“ за „голямото художествено майсторство, с което разработва един личен път чрез „истории, заминали по водата“.
През 2020 г. става носител на наградата за съвременна българска художествена проза „Хеликон“ за сборника с разкази „Имена под снега“.
Носител е на наградата за литература „Елиас Канети“ за 2021 г., връчена му за сборника с разкази „Вечерна сватба“.
Носител е и на наградата „Стоян Михайловски“ за философско-морализаторска поезия и проза на община Елена за 2022 г.

### Монографии
- „Скръбният, нежният. Лирическият свят на Асен Разцветников“ (1993)
- „Йовковото творчество“. Велико Търново: Слово, 1995 (II издание 1999) (ISBN 954-439-397-8)
- „Смърт не може да има. В лирическия свят на Борис Христов“. Велико Търново: Слово, 1996 (ISBN 954-439-464-8)
- „На пътя на историята. Творчеството на Димитър Талев“. Велико Търново: Слово, 2002 (ISBN 954-439-696-9)[8]
- „Васил Попов. Релативизъм и полифонизъм“. Велико Търново: Фабер, 2010 (ISBN 978-954-400-386-9)[9][10]
- „Фигури на отвъдността в българската литература на ХХ век“. Велико Търново: Фабер, 2012 (ISBN 978-954-400-652-5)[11]

### Белетристика
- „Спомени за вода Dm“. Велико Търново: Фабер, 2014[12]
- „Улици и кораби Gm“. Велико Търново: Фабер, 2017, 184 с. ISBN 978-619-00-0608-4
- „Имена под снега А7“. Велико Търново: Фабер, 2019, 180 с. ISBN 978-619-00-1000-5
- „Вечерна сватба. Разкази от други времена“. Пловдив: Хермес, 2020, 144 с. ISBN 978-954-26-2050-1
- „Късна смърт. Роман“. Пловдив: Хермес, 2022, 240 с. ISBN 978-954-26-2164-5

### Преводи на румънски автори
- Мирча Картареску. „Ослепително“. т. I, Роман. София: Парадокс, 2004.
- Мирча Картареску. „Ослепително“. т. II, Роман. София: Парадокс, 2005.
- Мирча Картареску. „Защо обичаме жените“. Сборник с разкази. Велико Търново: Фабер, 2006.
- Мирча Картареску. „Носталгия“. Сборник с новели. Велико Търново: Фабер, 2007.
- Дан Лунгу. „Червена бабичка съм“. Роман. Велико Търново: Фабер, 2009.